# Aglaia (plante)
Genre
Classification phylogénétique
Pour les articles homonymes, voir Aglaia.
Aglaia est un genre végétal de la famille des Méliacées, qui compte plus de 100 espèces.

## Description
Ce sont des arbres ou arbrisseaux à feuilles caduques, dont les organes aériens sont souvent velus lorsqu'ils sont jeunes. Les feuilles sont généralement composées mais peuvent être simples. Chez les espèces à feuilles composées, imparipennées, les folioles ont une marge entière.
Les inflorescences sont de petits thyrses ayant l'aspect d'une grappe globuleuse de fleurs, qui apparaissent au niveau de bourgeons axillaires. Chaque fleur a un calice constitué de sépales soudés, mais qui présente de 3 à 5 lobes. La corolle est composée de 3 à 5 pétales courts. Les 5 ou 6 (parfois jusqu'à 12) étamines forment un tube parfois relié à la corolle. L'ovaire comprend de 1 à 3 loges (parfois 4), qui contiennent chacune une ou deux graines. Le style est court voire absent ; le stigmate ovoïde ou cylindrique.
Le fruit présente un péricarpe fibreux, contenant souvent du latex. Selon les espèces, il peut être déhiscent ou non. Le loges de l'ovaire ne développent pas toutes des graines, elles sont parfois vides et ne contiennent à maturité qu'une seule graine au maximum. L'endosperme est absent. Les graines sont généralement entourées d'une arille charnue.

## Répartition et habitat
Ce sont des arbres des forêts tropicales et subtropicales du Sud-Est asiatique, du Nord de l'Australie et de la région du Pacifique.

## Utilisations
Certains de ces espèces sont des arbres intéressants pour leur bois, d'autres pour leurs fruits comestibles, leurs propriétés médicinales ou leur fleurs odorantes.
Certaines Aglaia possèdent des flavaglines, substances présentant des propriétés insecticides, antifongiques, anti-inflammatoires, neuroprotectrices, cardioprotectrices et surtout anticancéreuses, ces dernières étant les plus étudiées jusqu’à présent,.

## Principales espèces
Ce genre pose de nombreux problèmes taxinomiques à cause des importantes variations morphologiques, le nombre d'espèces reconnues variant fortement selon le concept d'espèce considéré. La liste ci-dessous est la liste complète des espèces décrites dans ce genre, mais beaucoup (la majorité) sont considérées comme des synonymes par certains auteurs.
- Aglaia abbreviata : (Chine)
- Aglaia acariaeantha : (Nouvelle-Guinée)
- Aglaia acida : (Java)
- Aglaia acminatissima : (Malaisie)
- Aglaia acuminata : (Philippines)
- Aglaia affinis : (Philippines)
- Aglaia agglomerata : (Nouvelle-Guinée)
- Aglaia agusanensis : (Philippines)
- Aglaia aherniana : (Philippines)
- Aglaia allocotantha : (Nouvelle-Guinée)
- Aglaia alternifoliola : (Philippines)
- Aglaia amplexicaulis
- Aglaia andamanica : (Îles Andaman)
- Aglaia angustifolia : (Sumatra)
- Aglaia annamensis : (Sud-est asiatique)
- Aglaia antonii : (Philippines)
- Aglaia apiocarpa : (Sri Lanka)
- Aglaia apoana : (Philippines)
- Aglaia araeantha : (Nouvelle-Guinée)
- Aglaia archboldiana
- Aglaia argentea : (Java)
- Aglaia aspera : (Java)
- Aglaia attenuata : (Chine)
- Aglaia australiensis : (Queensland)
- Aglaia axillaris
- Aglaia badia : (Philippines)
- Aglaia bamleri : (Nouvelle-Guinée)
- Aglaia banahaensis : (Philippines)
- Aglaia baramensis : (Bornéo)
- Aglaia barbanthera : (Nouvelle-Guinée)
- Aglaia barbatula : (Java)
- Aglaia barberi : (Inde)
- Aglaia basiphylla : (Fidji)
- Aglaia batjanica : (Malaisie)
- Aglaia bauerleni : (Nouvelle-Guinée)
- Aglaia beccarii  : (Bornéo)
- Aglaia bergmanni  : (Pacifique)
- Aglaia bernardoi  : (Philippines)
- Aglaia betchei  : (Samoa)
- Aglaia bicolor : (Philippines)
- Aglaia boanana : (Nouvelle-Guinée)
- Aglaia bordenii  : (Philippines)
- Aglaia borneensis : (Bornéo)
- Aglaia brachybotrys : (Philippines)
- Aglaia brassii : (Îles Salomon)
- Aglaia brevipeduncula : (Nouvelle Guinée)
- Aglaia brevipetiolata  : (Philippines)
- Aglaia brownii : (Queensland, Nouvelle-Guinée)
- Aglaia cagayanensis  : (Philippines)
- Aglaia calelanensis : (Philippines)
- Aglaia canarensis  : (Inde)
- Aglaia canariifolia  : (Sulawesi)
- Aglaia caroli : (Nouvelle-Guinée)
- Aglaia carrii  : (Nouvelle-Guinée)
- Aglaia caudatifoliolata  : (Bornéo)
- Aglaia cauliflora  : (Sulawesi)
- Aglaia caulobotrys : (Philippines)
- Aglaia cedreloides  : (Nouvelle Guinée)
- Aglaia celebica  : (Sulawesi)
- Aglaia chalmersi  : (Nouvelle Guinée)
- Aglaia chartacea : (Sumatra)
- Aglaia chaudocensis  : (Sud-est asiatique)
- Aglaia cinerea  : (Malaisie)
- Aglaia cinnamomea : (Nouvelle-Guinée)
- Aglaia clarkii : (Philippines)
- Aglaia clemensiae : (Nouvelle-Guinée)
- Aglaia clementis : (Bornéo)
- Aglaia conferta : (Nouvelle-Guinée)
- Aglaia confertiflora : (Bornéo)
- Aglaia congylos : (Sri Lanka)
- Aglaia copelandii : (Philippines)
- Aglaia cordata : (Malaisie)
- Aglaia coriacea : (Borneo)
- Aglaia costata : (Philippines)
- Aglaia crassinervia : (Inde)
- Aglaia cremea  : (Nouvelle-Guinée)
- Aglaia cuprea : (Philippines)
- Aglaia cupreo-lepidota  : (Philippines)
- Aglaia curranii : (Philippines)
- Aglaia curtisii
- Aglaia cuspidata : (Nouvelle Guinée)
- Aglaia cuspidella : (Bornéo)
- Aglaia dasyclada : (Chine)
- Aglaia davaoensis  : (Philippines)
- Aglaia decandra  : (Népal)
- Aglaia densisquama : (Bornéo)
- Aglaia densitricha : (Malaisie)
- Aglaia denticulata : (Philippines)
- Aglaia diepenhorstii  : (Sumatra)
- Aglaia diffusa  : (Philippines)
- Aglaia diffusiflora : (Philippines)
- Aglaia discolor : (Bornéo)
- Aglaia doctersiana : (Nouvelle Guinée)
- Aglaia duperreana : (Sud-est asiatique)
- Aglaia dyeri  : (Sulawesi)
- Aglaia dysoxylifolia : (Sulawesi)
- Aglaia edelfeldti : (Nouvelle-Guinée)
- Aglaia edulis : (Inde, Fidji)
- Aglaia elaeagnoidea  : (Queensland, Nouvelle-Calédonie)
- Aglaia elaphina : (Nouvelle-Guinée)
- Aglaia elegans
- Aglaia elliptifolia  : (Philippines)
- Aglaia elmeri  : (Bornéo)
- Aglaia ermischii : (Pacifique)
- Aglaia erythrosperma : (Malaisie, Bornéo)
- Aglaia euphorioides : (Sud-est asiatique)
- Aglaia euryanthera : (Nouvelle-Guinée)
- Aglaia euryphylla : (Java)
- Aglaia eusideroxylon : (Java)
- Aglaia evansensis
- Aglaia everettii : (Philippines)
- Aglaia exigua : (Nouvelle-Guinée)
- Aglaia flavescens : (Nouvelle-Guinée)
- Aglaia flavida : (Nouvelle-Guinée)
- Aglaia forbesiana : (Nouvelle-Guinée)
- Aglaia forbesii : (Malaisie)
- Aglaia forstenii  : (Ambon)
- Aglaia foveolata : (Malaisie, Bornéo, Sumatra)
- Aglaia fragilis
- Aglaia fraseri : (Bornéo)
- Aglaia fusca : (Îles Andaman)
- Aglaia gagnepainiana  : (Laos)
- Aglaia gamopetala : (Bornéo)
- Aglaia ganggo  : (Sumatra)
- Aglaia gibbsiae  : (Nouvelle-Guinée)
- Aglaia gjellerupii  : (Nouvelle-Guinée)
- Aglaia glabriflora : (Malaisie)
- Aglaia glaucescens  : (Îles Andaman)
- Aglaia glomerata  : (Philippines)
- Aglaia goebeliana  : (Pacifique)
- Aglaia gracilis
- Aglaia gracillima : (Nouvelle-Guinée)
- Aglaia grandifoliola : (Philippines)
- Aglaia grandis : (Borneo)
- Aglaia greenwoodii
- Aglaia griffithii : (Malaisie)
- Aglaia hapalantha : (Nouvelle-Guinée)
- Aglaia haplophylla : (Malaisie)
- Aglaia harmsiana : (Philippines)
- Aglaia hartmanni : (Nouvelle-Guinée)
- Aglaia haslettiana : (Inde)
- Aglaia havilandii : (Bornéo)
- Aglaia hemsleyi : (Sulawesi)
- Aglaia heptandra  : (Java)
- Aglaia heterobotrys : (Sumatra)
- Aglaia heteroclita : (Malaisie)
- Aglaia heterophylla : (Bornéo)
- Aglaia heterotricha  : (Tonga)
- Aglaia hexandra : (Philippines)
- Aglaia hiernii : (Malaisie)
- Aglaia hoanensis : (Sud-est asiatique)
- Aglaia hoii  : (Viêtnam)
- Aglaia huberti : (Borneo)
- Aglaia humilis
- Aglaia hypoleuca : (Sumatra)
- Aglaia ignea : (Sumatra)
- Aglaia iloilo  : (Philippines)
- Aglaia insignis : (Bornéo)
- Aglaia integrifolia  : (Nouvelle Guinée)
- Aglaia intricatoreticulata  : (Malaisie)
- Aglaia janowskyi  : (Nouvelle-Guinée)
- Aglaia javanica  : (Sulawesi)
- Aglaia kabaensis  : (Sumatra)
- Aglaia khasiana : (Indonésie)
- Aglaia kingiana
- Aglaia korthalsii  : (Sud-est asiatique)
- Aglaia kunstleri
- Aglaia laevigata : (Philippines)
- Aglaia lagunensis : (Philppines)
- Aglaia lanceolata : (Philippines)
- Aglaia lancilimba  : (Philippines)
- Aglaia langlassei : (Philippines)
- Aglaia lanuginosa
- Aglaia latifolia : (Java)
- Aglaia lauterbachiana  : (Nouvelle-Guinée)
- Aglaia lawii  : (Indie)
- Aglaia laxiflora : (Bornéo)
- Aglaia ledermannii : (Nouvelle-Guinée)
- Aglaia leeuwenii : (Nouvelle-Guinée)
- Aglaia lepidopetala : (Nouvelle-Guinée)
- Aglaia lepiorrhachis : (Nouvelle-Guinée)
- Aglaia leptantha : (Sumatra)
- Aglaia leptoclada : (Nouvelle-Guinée)
- Aglaia leucoclada : (Nouvelle-Guinée)
- Aglaia leucophylla
- Aglaia littoralis : (Indonésie)
- Aglaia llanosiana  : (Philippines)
- Aglaia loheri  : (Philippines)
- Aglaia longepetiolulata  : (Sumatra)
- Aglaia longifolia : (Java)
- Aglaia longipetiolata  : (Philippines)
- Aglaia maboroana : (Nouvelle-Guinée)
- Aglaia mackiana  : (Nouvelle-Guinée)
- Aglaia macrobotrys  : (Philippines)
- Aglaia macrostigma
- Aglaia magnifoliola  : (Îles de la Sonde)
- Aglaia maiae  : (Indonésie)
- Aglaia maingayi  : (Malaisie)
- Aglaia malabarica  : (Inde)
- Aglaia marginata  : (Thaïlande)
- Aglaia mariannensis  : (Philippines)
- Aglaia matthewsii : (Bornéo)
- Aglaia megistocarpa  : (Bornéo)
- Aglaia meliosmoides  : (Thaïlande)
- Aglaia membranifolia : (Malaisie)
- Aglaia menadonensis : (Sulawesi)
- Aglaia merrillii  : (Philippines)
- Aglaia micrantha  : (Philippines)
- Aglaia micropora : (Philippines)
- Aglaia minahassae  : (Sulawesi)
- Aglaia mindanaensis  : (Philippines)
- Aglaia minutiflora : (Indonésie)
- Aglaia mirandae  : (Philippines)
- Aglaia monophylla  : (Philippines)
- Aglaia monozyga : (Bornéo)
- Aglaia montana  : (Java)
- Aglaia motleyana : (Bornéo)
- Aglaia moultonii : (Bornéo)
- Aglaia mucronulata  : (Java)
- Aglaia multiflora  : (Philippines)
- Aglaia multifoliola  : (Philippines)
- Aglaia multijuga  : (Fidji)
- Aglaia myriantha : (Philippines)
- Aglaia myristicifolia  : (Nouvelle-Guinée)
- Aglaia negrosensis  : (Philippines)
- Aglaia neotenica : (Bornéo)
- Aglaia nivea
- Aglaia nudibacca  : (Îles Salomon)
- Aglaia oblanceolata  : (Thaïlande)
- Aglaia obliqua  : (Nouvelle-Guinée)
- Aglaia oblonga  : (Sud-est asiatique)
- Aglaia ochneocarpa  : (Sumatra)
- Aglaia odoardoi  : (Bornéo)
- Aglaia odorata : (Chine)
- Aglaia oligantha : (Philippines)
- Aglaia oligocarpa  : (Sumatra)
- Aglaia oligophylla  : (Sumatra)
- Aglaia oxypetala
- Aglaia pachyphylla : (Sumatra)
- Aglaia palauensis  : (Palaos)
- Aglaia palawanensis
- Aglaia palembanica : (Bornéo)
- Aglaia pallida
- Aglaia pamattonis : (Bornéo)
- Aglaia paniculata : (Indonésie)
- Aglaia parksii
- Aglaia parviflora  : (Nouvelle-Guinée)
- Aglaia parvifolia  : (Philippines)
- Aglaia parvifoliola  : (Nouvelle-Guinée)
- Aglaia pauciflora  : (Philippines)
- Aglaia pedicellaris  : (Indonésie)
- Aglaia peekelii : (Archipel Bismarck)
- Aglaia penningtoniana  : (Nouvelle-Guinée)
- Aglaia perfulva  : (Philippines)
- Aglaia perviridis : (Indonésie)
- Aglaia phaeogyna  : (Nouvelle-Guinée)
- Aglaia pirifera  : (Chine)
- Aglaia pleuropteris : (Sud-est asiatique)
- Aglaia poilanei  : (Viêtnam)
- Aglaia polyneura : (Nouvelle-Guinée)
- Aglaia polyphylla  : (Java)
- Aglaia ponapensis  (îles Caroline)
- Aglaia porulifera  : (Nouvelle-Guinée)
- Aglaia poulocondorensis : (Sud-est asiatique)
- Aglaia procera  : (Îles Salomon)
- Aglaia psilopetala : (Wallis et Futuna)
- Aglaia puberulanthera : (Nouvelle-Guinée)
- Aglaia puncticulata  : (Philippines)
- Aglaia pycnocarpa  : (Sumatra)
- Aglaia pycnoneura  : (Nouvelle Guinée)
- Aglaia pyramidata  : (Chine)
- Aglaia pyricarpa : (Sumatra)
- Aglaia pyriformis  : (Philippines)
- Aglaia pyrrholepis : (Java)
- Aglaia querciflorescens  : (Philippines)
- Aglaia quocensis  : (Sud-est asiatique)
- Aglaia racemosa : (Bornéo)
- Aglaia ramosii  : (Philippines)
- Aglaia ramotricha  : (Bornéo)
- Aglaia ramuensis  : (Nouvelle-Guinée)
- Aglaia rechingerae  : (Archipel Bismarck)
- Aglaia reinwardtii : (Sulawesi)
- Aglaia repoeuensis : (Sud-est asiatique)
- Aglaia reticulata : (Philippines)
- Aglaia rivularis : (Bornéo)
- Aglaia rizalensis : (Philippines)
- Aglaia robinsonii : (Philippines)
- Aglaia rodatzii  : (Nouvelle-Guinée)
- Aglaia roemeri : (Nouvelle-Guinée)
- Aglaia roxburghiana : (Sud-est asiatique)
- Aglaia rubra : (Nouvelle-Guinée)
- Aglaia rubrivenia  : (Îles Salomon)
- Aglaia rudolfi : (Nouvelle-Guinée)
- Aglaia rufa : (Sumatra)
- Aglaia rugulosa : (Malaisie, Bornéo)
- Aglaia salicifolia : (Malaisie)
- Aglaia saltatorum  : (Tonga)
- Aglaia samarensis : (Philippines)
- Aglaia samoensis  : (Samoa)
- Aglaia saxonii : (Nouvelle-Guinée)
- Aglaia schlechteri  : (Nouvelle-Guinée)
- Aglaia schraderiana : (Nouvelle-Guinée)
- Aglaia schultzei : (Nouvelle-Guinée)
- Aglaia sclerocarpa : (Sulawesi)
- Aglaia scortechinii
- Aglaia shawiana : (Bornéo)
- Aglaia sibuyanensis : (Philippines)
- Aglaia simplex : (Bornéo)
- Aglaia simplicifolia : (Nouvelle-Guinée)
- Aglaia smithii : (Sulawesi)
- Aglaia somalensis : (Somaliland)
- Aglaia sorsogonensis  : (Philippines)
- Aglaia spaniantha : (Nouvelle-Guinée)
- Aglaia splendens : (Java)
- Aglaia squamulosa : (Sud-est asiatique)
- Aglaia stapfii : (Sulawesi)
- Aglaia steinii : (Nouvelle-Guinée)
- Aglaia stellato-tomentosa : (Philippines)
- Aglaia stellipila : (Nouvelle-Guinée)
- Aglaia stenophylla : (Philippines)
- Aglaia sterculioides : (Bornéo)
- Aglaia subcuprea : (Nouvelle-Guinée)
- Aglaia subgrisea : (Malaisie)
- Aglaia subminutiflora : (Nouvelle-Guinée)
- Aglaia submonophylla : (Bornéo)
- Aglaia subsessilis : (Bornéo)
- Aglaia subviridis  : (Philippines)
- Aglaia sulingi : (Java)
- Aglaia tarangisi : (Philippines)
- Aglaia tayabensis : (Philippines)
- Aglaia taynguyenensis : (Viêtnam)
- Aglaia tembelingensis : (Malaisie)
- Aglaia tenuicaulis : (Malaisie)
- Aglaia tenuifolia : (Chine)
- Aglaia testicularis : (Chine)
- Aglaia teysmanniana : (Sumatra)
- Aglaia tomentosa : (Indonésie)
- Aglaia trichostemon : (Bornéo)
- Aglaia trichostoma : (Nouvelle-Guinée)
- Aglaia trimera : (Bornéo)
- Aglaia tripetala : (Bornéo)
- Aglaia trunciflora : (Philippines)
- Aglaia tsangii : (Chine)
- Aglaia turczaninowii : (Philippines)
- Aglaia ulawaensis : (Îles Salomon)
- Aglaia umbrina : (Philippines)
- Aglaia undulata : (Indonésie)
- Aglaia unifoliata : (Bornéo)
- Aglaia urdanetensis : (Philippines)
- Aglaia uropbylla : (Nouvelle-Guinée)
- Aglaia variisquama : (Malaisie, Bornéo)
- Aglaia venusta : (Hawaii)
- Aglaia versteeghii : (Nouvelle-Guinée)
- Aglaia villamilii  : (Philippines)
- Aglaia vitiensis : (Hawaii)
- Aglaia vulpina : (Nouvelle-Guinée)
- Aglaia wallichii  : (Indonésie)
- Aglaia wangii : (Chine)
- Aglaia whitmeei : (Samoa)
- Aglaia winckelii : (Java)
- Aglaia yunnanensis : (Chine)
- Aglaia yzermanni : (Malaisie)
- Aglaia zippelii : (Nouvelle-Guinée)
- Aglaia zollingeri  : (Java)